# Henry Marsh (neurochirurgo)
Henry Thomas Marsh (Oxford, 5 marzo 1950) è un chirurgo britannico.
Pioniere della neurochirurgia in Ucraina, nel 2014 ha scritto l'acclamato libro Primo non nuocere: Storie di vita, morte e neurochirurgia (Do No Harm: Stories of Life, Death and Brain Surgery) vincitore del Premio PEN/Ackerley nel 2015.

## Biografia
Marsh ha studiato alla Dragon School di Oxford e alla Westminster School di Londra. In seguito ha studiato Philosophy, Politics, and Economics all'University College di Oxford, prima di laurearsi in Medicina all'University College London.
È sposato con l'antropologa Kate Fox.

### Carriera
Marsh è consulente neurochirurgo senior presso la Atkinson Morley all'ospedale di San Giorgio, a sud di Londra, una delle più grandi unità di chirurgia cerebrale del paese.
Si è specializzato nelle operazioni al cervello in anestesia locale ed è stato il soggetto di un importante documentario della BBC Your Life in Their Hands nel 2004.
Ha lavorato con i neurochirurghi nell'ex Unione Sovietica, in particolare in Ucraina e questo lavoro è stato oggetto del film della BBC The English Surgeon del 2007.